# Aethiamblys eritreae
Aethiamblys eritreae är en stekelart som beskrevs av Heinrich 1967. Aethiamblys eritreae ingår i släktet Aethiamblys och familjen brokparasitsteklar. Inga underarter finns listade i Catalogue of Life.